# Scratch Boundaries
Scratch Boundaries è il secondo album di DJ Bront, prodotto da TwentyTwo con Skill to Deal Records.

## Descrizione
L'album è composto da 11 tracce ed è stato prodotto da TwentyTwo. I DJ ospiti nel disco provengono da tutto il mondo e sono campioni nelle loro nazioni dei maggiori campionati tra Djs come il DMC World DJ Championship, l'International DJ Association (IDA, ex-ITF) ed il RedBull 3Style. 
Sono stati coinvolti DJ da tutti i continenti, nello specifico le seguenti nazioni:
- Africa: Algeria
- America: USA; Brasile
- Asia: Giappone; Russia
- Europa: Italia; Grecia; Inghilterra
- Oceania: Australia

L'unico ospite italiano è DJ Tayone con il quale ha pubblicato il singolo The Italian Job per anticipare l’album.

## Tracce
1. Intro
2. You Must Follow (feat. DJ Kitsos (Grecia))
3. It's Ghastly (feat. DJ As-One (Stati Uniti))
4. The Greatest Power (feat. DJ 14 (Giappone))
5. Devastating (feat. DJ Wallzee (Australia))
6. Hit Me (feat. DJ Statik (Regno Unito))
7. The Italian Job (feat. DJ Tayone (Italia))
8. Raw (feat. DJ Nino Leal (Brasile))
9. Can't Stop (feat. DJ Dino (Algeria))
10. All I Want (feat. DJ Chell (Russia))
11. Outro (Freestyle)

## Palmarès dei partecipanti
- ITALIA:

DJ Bront: IDA 2018; Killa Combat Scratch 2019; DMC 2019, 2020.

DJ Tayone: ITF 1997, 1998, 2000; Vestax Extravaganza 1999, 2001.
- BRASILE:

DJ Nino Leal: Red Bull 3Style 2014, 2017; DMC 2019, 2020.
- AUSTRALIA:

DJ Wallzee: Kame 2017; DMC 2019, 2020.
- RUSSIA:

DJ Chell: IDA 2015, 2017, 2020; DMC 2016, 2018, 2019, 2020.
- REGNO UNITO:

DJ Statik: IDA 2015, 2016, 2018, 2019; DMC 2018, 2019.
- ALGERIA:

DJ Dino: IDA 2018, 2019; DMC 2020.
- STATI UNITI:

DJ As-One: Kame 2017, DMC 2019.
- GRECIA:

DJ Kitsos: IDA 2017, 2018, 2019, 2020; DMC 2019, 2020.
- GIAPPONE:

DJ 14: IDA 2019, 2020; DMC 2020.